# Cuarta potencia
En aritmética y álgebra, la cuarta potencia de un número n es el resultado de multiplicar n cuatro veces por sí mismo. En consecuencia:
n4 = n × n × n × n
Las cuartas potencias también se forman multiplicando un número por su cubo, y demás, son cuadrados de cuadrados.
La secuencia de cuartas potencias de número enteros (también conocidos como bicuadrados o números teserácticos) es:
0, 1, 16, 81, 256, 625, 1296, 2401, 4096, 6561, 10000, 14641, 20736, 28561, 38416, 50625, 65536, 83521, 104976, 130321, 160000, 194481, 234256, 279841, 331776, 390625, 456976, 531441, 614656, 707281, 810000, ... (sucesión A000583 en OEIS).

## Propiedades
El último dígito de una cuarta potencia en sistema de numeración decimal solo puede ser 0 (de hecho 0000), 1, 5 (de hecho 0625) o 6.
Todo número entero positivo se puede expresar como la suma de 19 cuartas potencias como máximo; cada número entero mayor que 13792 se puede expresar como la suma de 16 cuartas potencias como máximo (véase el problema de Waring).
Pierre de Fermat sabía que una cuarta potencia no puede ser la suma de otras dos cuartas potencias (el caso n = 4 de la demostración del último teorema de Fermat; véase el teorema del triángulo rectángulo de Fermat). Leonhard Euler conjeturó que una cuarta potencia no se puede escribir como la suma de tres cuartas potencias, pero 200 años después, en 1986, esto fue refutado por Elkies mediante un contraejemplo:
{\displaystyle 20615673^{4}=18796760^{4}+15365639^{4}+2682440^{4}.}
Elkies demostró que hay una cantidad infinita de otros contraejemplos para el exponente cuatro, algunos de los cuales son:
{\displaystyle 2813001^{4}=2767624^{4}+1390400^{4}+673865^{4}} (Allan MacLeod)
{\displaystyle 8707481^{4}=8332208^{4}+5507880^{4}+1705575^{4}} (D. J. Bernstein)
{\displaystyle 12197457^{4}=11289040^{4}+8282543^{4}+5870000^{4}} (D. J. Bernstein)
{\displaystyle 16003017^{4}=14173720^{4}+12552200^{4}+4479031^{4}} (D. J. Bernstein)
{\displaystyle 16430513^{4}=16281009^{4}+7028600^{4}+3642840^{4}} (D. J. Bernstein)
{\displaystyle 422481^{4}=414560^{4}+217519^{4}+95800^{4}} (Roger Frye, 1988)
{\displaystyle 638523249^{4}=630662624^{4}+275156240^{4}+219076465^{4}} (Allan MacLeod, 1998)

## Ecuaciones que contienen una cuarta potencia
Las ecuaciones de cuarto grado, que contienen un polinomio de cuarto grado (pero no superior) son, según el teorema de Abel-Ruffini, las ecuaciones de grado más alto que tienen una solución general usando radicales.